# Борки (Кормиловский район)
Борки — село в Кормиловском районе Омской области России. Административный центр Борчанского сельского поселения.

## История
Основано в 1895 г. В 1928 г. состояло из 93 хозяйств, основное население — русские. В составе Станционно-Богдановского сельсовета Корниловского района Омского округа Сибирского края.

## Население
| 2010 |
| ---- |
| 930  |